# Пам'ятки історії Острозької міської громади
У Острозькому районі Рівненської області нараховується 53 пам'ятки історії.
| №  | Назва                                                                                           | Адреса                                                                               |
| -- | ----------------------------------------------------------------------------------------------- | ------------------------------------------------------------------------------------ |
| 1  | Могила невідомого льотчика                                                                      | с. Білашів                                                                           |
| 2  | Пам'ятник воїнам-односельчанам і жертвам УБН                                                    | с. Білашів                                                                           |
| 3  | Пам'ятник воїнам-односельчанам і жертвам УБН                                                    | с. Болотківці                                                                        |
| 4  | Пам'ятник воїнам-односельчанам                                                                  | с. Бродів                                                                            |
| 5  | Пам'ятник воїнам-односельчанам                                                                  | с. Бродівське                                                                        |
| 6  | Пам'ятник воїнам-односельчанам                                                                  | с. Бухарів                                                                           |
| 7  | Пам'ятник воїнам-односельчанам                                                                  | с. Верхів                                                                            |
| 8  | Пам'ятник воїнам-односельчанам і жертвам УБН                                                    | с. Вельбівно                                                                         |
| 9  | Пам'ятник воїнам-односельчанам і жертвам УБН                                                    | с. Вілія                                                                             |
| 10 | Будинок, у якому проживав М. А. Островський                                                     | с. Вілія                                                                             |
| 11 | Будинок школи, де навчався М. А. Островський                                                    | с. Вілія                                                                             |
| 12 | Пам'ятник воїнам-односельчанам і жертвам УБН                                                    | с. Волосківці                                                                        |
| 13 | Пам'ятник воїнам-односельчанам і жертвам УБН                                                    | с. Грем'яче                                                                          |
| 14 | Пам'ятник воїнам-односельчанам                                                                  | с. Грозів                                                                            |
| 15 | Пам'ятник воїнам-односельчанам і жертвам УБН                                                    | с. Країв                                                                             |
| 16 | Пам'ятник воїнам-односельчанам і жертвам УБН                                                    | с. Кургани                                                                           |
| 17 | Пам'ятник воїнам-односельчанам                                                                  | с. Лючин                                                                             |
| 18 | Пам'ятник воїнам-односельчанам                                                                  | с. Межиріч                                                                           |
| 19 | Пам'ятник воїнам-односельчанам і жертвам УБН                                                    | с. Милятин                                                                           |
| 20 | Пам'ятник воїнам-односельчанам                                                                  | с. Михалківці                                                                        |
| 21 | Пам'ятник воїнам-односельчанам і жертвам УБН                                                    | с. Могиляни                                                                          |
| 22 | Пам'ятник воїнам-односельчанам і жертвам УБН                                                    | с. Мощаниця                                                                          |
| 23 | Пам'ятник воїнам-односельчанам і жертвам УБН                                                    | с. Новомалин                                                                         |
| 24 | Пам'ятник воїнам-односельчанам                                                                  | с. Новородчиці                                                                       |
| 25 | Пам'ятник воїнам-односельчанам                                                                  | с. Оженин                                                                            |
| 26 | Братська могила воїнів Першої кінної армії                                                      | м. Острог, пр. Незалежності                                                          |
| 27 | Кладовище воїнів радянської армії, військовополонених і радянсько-партійного активу — жертв УБН | м. Острог, вул. Незалежності                                                         |
| 28 | Будинок колишньої гімназії, де навчались Д. З. Мануїльський та А. І. Антонов                    | м. Острог, Войкова площа, 6                                                          |
| 29 | Меморіальна дошка на честь поета Т. Г. Шевченка                                                 | м. Острог, Замкова гора                                                              |
| 30 | Пам'ятний знак на честь 400-річчя книгодрукування                                               | м. Острог, вул. Академічна                                                           |
| 31 | Пам'ятник м. Острога, які загинули за незалежність Батьківщини в 1941—1945 роках                | м. Острог, вул. Незалежності, 2                                                      |
| 32 | Меморіальна дошка на честь перебування в місті першодрукаря І. Федорова                         | м. Острог, Замкова гора                                                              |
| 33 | Пам'ятник воїнам-односельчанам                                                                  | с. Плоске                                                                            |
| 34 | Пам'ятник воїнам-односельчанам                                                                  | с. Почапки                                                                           |
| 35 | Пам'ятник воїнам-односельчанам                                                                  | с. Розваж                                                                            |
| 36 | Пам'ятник воїнам-односельчанам                                                                  | с. Сіянці                                                                            |
| 37 | Пам'ятник воїнам-односельчанам                                                                  | с. Слобідка                                                                          |
| 38 | Пам'ятник воїнам-односельчанам                                                                  | с. Стадники                                                                          |
| 39 | Братська могила партизан з'єднання імені Героя Радянського Союзу І. Михайлова                   | с. Теремне                                                                           |
| 40 | Пам'ятник воїнам-односельчанам                                                                  | с. Тесів                                                                             |
| 41 | Пам'ятник воїнам-односельчанам і жертвам УБН                                                    | с. Українка                                                                          |
| 42 | Пам'ятник воїнам-односельчанам                                                                  | с. Хорів                                                                             |
| 43 | Могила Самуіла Едельса                                                                          | м. Острог, колишнє єврейське кладовище                                               |
| 44 | Братська могила воїнів польських легіонів                                                       | м. Острог, 0,8 км на південний схід від автовокзалу (залишки католицького кладовища) |
| 45 | Місце розстрілу громадян єврейської національності та братська могила жертв фашизму             | м. Острог (Нове містечко) 0,1 км на захід від РБУ-3                                  |
| 46 | Могила громадського та державного діяча Шугаєвського М. С.                                      | м. Острог, вул. Бельмаж, західна частина кладовища                                   |
| 47 | Братська могила воїнів радянської армії                                                         | с. Вільбівне, північно-східна частина громадського кладовища                         |
| 48 | Братська могила воїнів радянської армії                                                         | с. Милятин, біля приміщення школи                                                    |
| 49 | Пам'ятний знак на честь перемоги російських військ над турецькими під Ізмаїлом                  | с. Михалківці, в центрі                                                              |
| 50 | Пам'ятник князям Острозьким                                                                     | м. Острог, проспект Незалежності                                                     |
| 51 | Братська могила радянських воїнів                                                               | с. Оженин, біля будинку сільради                                                     |
| 52 | Братська могила жертв фашизму                                                                   | м. Острог, громадське кладовище                                                      |
| 53 | Братська могила воїнів УНР                                                                      | м. Острог, замкова Гора                                                              |